# Hermon
Hermon (arab. ‏جبل الشيخ‎, Dżabal asz-Szajch; hebr. ‏הַר חֶרְמוֹן‎, Har Chermon) – najwyższy szczyt łańcucha górskiego Antylibanu. Wznosi się na wysokość 2814 m n.p.m.. 
Hermon jest nazywany siwowłosą górą, śnieżną górą i w Izraelu, oczami państwa, ze względu na rolę, jaką odgrywa w izraelskim systemie wczesnego ostrzegania.

## Geografia
Pasmo górskie Antylibanu rozciąga się na długości 150 km. Masyw góry Hermon zajmuje obszar około 1000 km², z czego około 70 km² znajduje się pod kontrolą Izraela.
Sama góra Hermon to właściwie grupa trzech wyraźnie zarysowanych wierzchołków, które mają bardzo zbliżoną wysokość. W rejonie góry Hermon, zbudowanej z jurajskich wapieni pociętych uskokami, można obserwować zjawiska krasowe.
Zimą i wiosną szczyt góry pokryty jest śniegiem, który roztapiając się wiosną, zasila strumienie tworzące rzekę Jordan. Ze względu na wagę jaką ma dla rolnictwa rozwijającego się poniżej góry woda pochodząca z opadów, jest ona przedmiotem sporów pomiędzy mieszkańcami regionu.

## Historiabiblijna
Górę Hermon Amoryci nazywali Senir, natomiast Sydończycy nazywali ją Sirion (Księga Powtórzonego Prawa 3:9; Księga Psalmów 29:6; 1 Księga Kronik 5:23; Pieśń nad pieśniami 4:8; Księga Ezechiela 27:5). Góra stanowiła północną granicę Ziemi Obiecanej (Księga Powtórzonego Prawa 3:8) oraz północną granicę izraelskich podbojów (Księga Jozuego 11:17; 12:1; 13:5).
Góra Hermon występowała w religii Kananejczyków. Mówili o górze – Baal-Hermon (Księga Sędziów 3:3).
Ewangelie opowiadają o Jezusie i jego uczniach podróżujących na północ od Betsaidy nad Jeziorem Tyberiadzkim do miasta Cezarea Filipowa u podnóża góry Hermon (Ewangelia Mateusza 16:13; Ewangelia Marka 8:27). Tam Jezus wyjawił im cel budowy prawdziwego chrystianizmu, a następnie poszedł do Jerozolimy, gdzie poniósł śmierć (Ewangelia Mateusza 16:18-21).
W apokryficznej Księdze Henocha góra Hermon jest wymieniana jako miejsce przyjścia na ziemię klasy upadłych aniołów. Na tej górze złożyli oni przysięgę, że wezmą sobie żony wśród córek ludzi i wrócą.

## Historia
Przez szczyt góry Hermon przebiegała granica syryjsko-libańska. Był to najwyższy szczyt Syrii. Po wygranej wojnie sześciodniowej w 1967 Izraelczycy przejęli kontrolę nad szczytem i częścią zachodniego zbocza góry. Od 1974 szczyt góry Hermon znajdował się w strefie zdemilitaryzowanej pod kontrolą międzynarodowych wojsk pokojowych UNDOF. Izrael posiadał zachodnie zbocze góry do wysokości około 2200 m n.p.m. 8 grudnia 2024 roku szczyt góry został zajęty przez siły izraelskie w ramach inwazji tego państwa na Syrię.

## Sytuacja aktualna
Od 1981 izraelskie prawo uznaje część góry Hermon oraz Wzgórza Golan za część Izraela. Siły Obronne Izraela regularnie patrolują całą izraelską strefę góry. Na szczycie znajduje się strategiczny punkt obserwacyjny, umożliwiający monitorowanie syryjskiej i libańskiej działalności w regionie. W najwyższym punkcie góry Hermon (2814 m n.p.m.) znajduje się posterunek Sił Rozdzielająco-Obserwacyjnych ONZ (Hermon Hotel), którego skład systematycznie patroluje rejon góry po stronie syryjskiej oraz prowadzi ciągłe obserwacje terenu.
Gdy w dniu 8 grudnia 2024 r. upadł w Syrii reżim Assada wojska izraelskie tego samego dnia przekroczyły granicę z Syrią i zajęły najwyższy szczyt góry Hermon (placówkę Dżabal el-Szejk).
W pobliżu znajduje się szczyt Mitzpe Shlagim (2224 m n.p.m.), na którym Syryjczycy planowali budowę ośrodka narciarskiego.
Na izraelskich stokach góry Hermon znajdują się osady Madżdal Szams, Newe Atiw i Nimrod. Po stronie libańskiej znajdują się miejscowości Raszajja, Kfar Hamam, Szeba, Kfar Chouba, Hebbariyeh, El Mari, Khalouat El Bayada i Majidiyeh.

## Turystyka
Na górze znajduje się jedyny w Izraelu ośrodek sportów zimowych. Stworzono tutaj kilka tras narciarskich oraz tor saneczkowy. W ośrodku funkcjonuje szkółka narciarska i kilka restauracji.

## Galeria

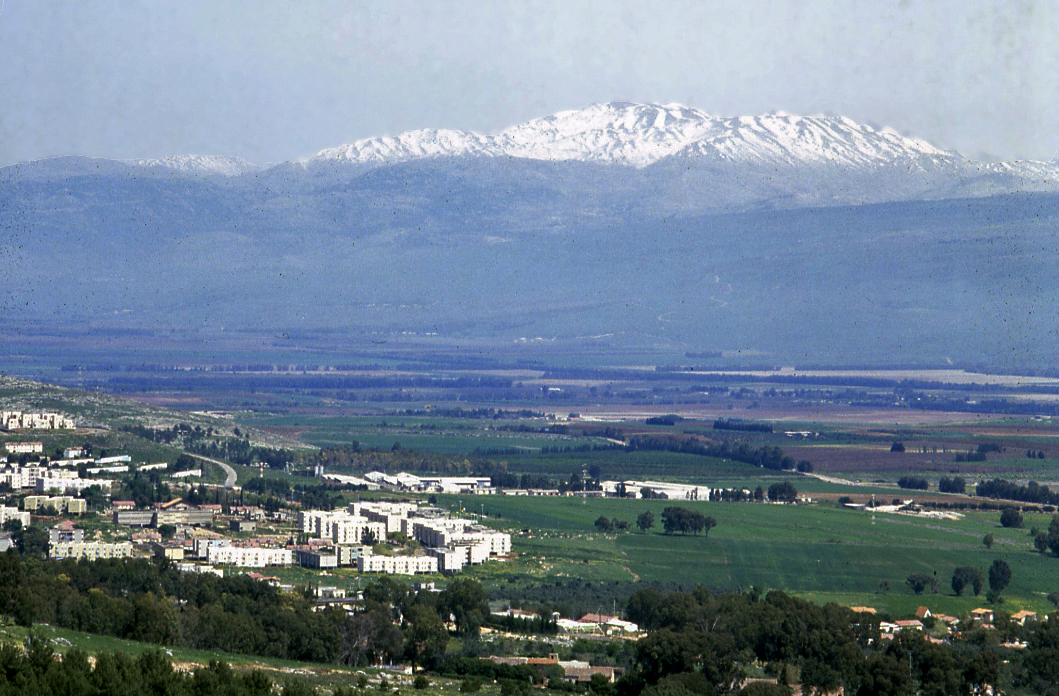
Widok na Dolinę Hula i górę Hermon.
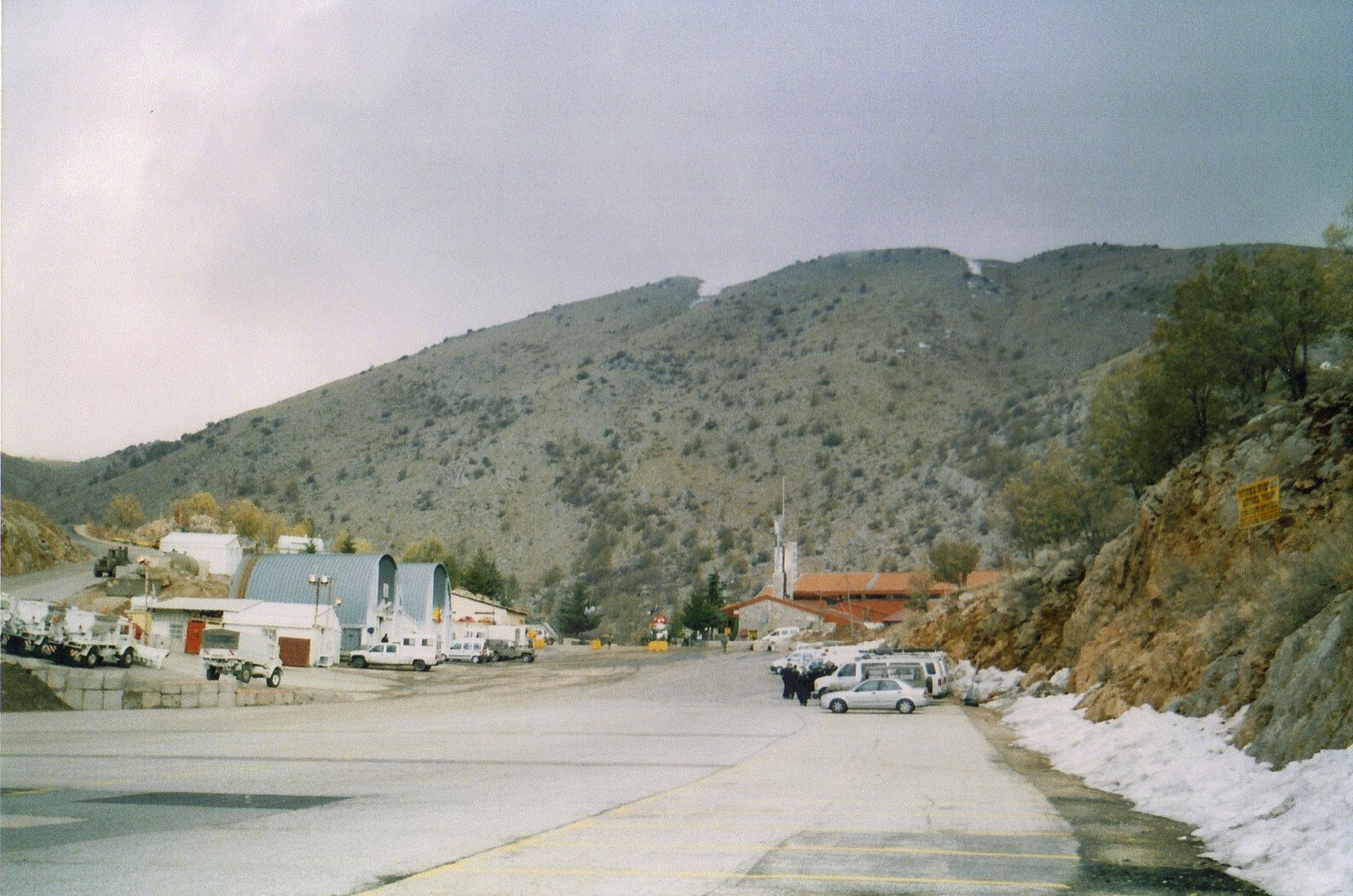
U podnóża szczytu Hermonu.
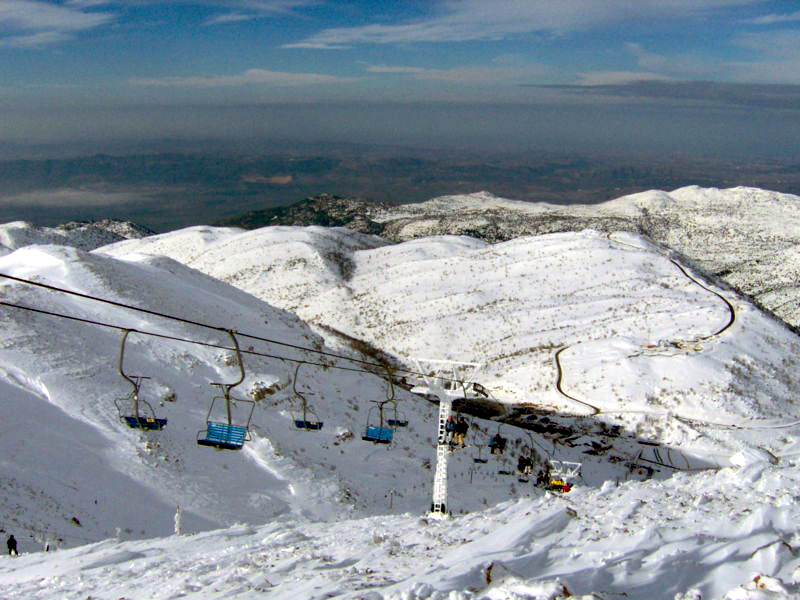
Wyciąg krzesełkowy na Hermonie.